# Diceratothrips longipes
Diceratothrips longipes är en insektsart som beskrevs av Ian A. Hood 1912. Diceratothrips longipes ingår i släktet Diceratothrips och familjen rörtripsar. Inga underarter finns listade i Catalogue of Life.